# Dire Tune
Dire Tune (ur. 19 czerwca 1985) – etiopska lekkoatletka specjalizująca się w biegach długodystansowych, rekordzistka świata w biegu godzinnym.
12 czerwca 2008 roku na mitingu w Ostrawie ustanowiła rekord świata w biegu godzinnym, pokonując dystans 18 km i 517 m, który przetrwał do 2020 roku. Olimpijka z Pekinu (2008). Zdobyła dwa srebrne medale na mistrzostwach świata w półmaratonie (Nanning 2010).

## Najważniejsze osiągnięcia
| Nazwa zawodów       | Miejsce  | Rok  | Konkurencja | Wynik   | Miejsce    |
| ------------------- | -------- | ---- | ----------- | ------- | ---------- |
| Maraton w Hongkongu | Hongkong | 2006 | maraton     | 2:35:15 | 1. miejsce |
| Maraton w Houston   | Houston  | 2007 | maraton     | 2:26:52 | 1. miejsce |
| Maraton w Nagano    | Nagano   | 2007 | maraton     | 2:28:59 | 1. miejsce |
| Maraton w Houston   | Houston  | 2008 | maraton     | 2:24:40 | 1. miejsce |
| Maraton w Bostonie  | Boston   | 2008 | maraton     | 2:25:25 | 1. miejsce |